# Dorcatragus megalotis
El beira (Dorcatragus megalotis) es una especie de mamífero artiodáctilo de la familia Bovidae. Es un pequeño y raro antílope que vive en algunas áreas desérticas de Etiopía, Somalia y Yibuti.
El origen del nombre beira es de behra, un nombre somalí.